# Вийду за тебе (фільм)
«Вийду за тебе» (англ. Marry Me) — американський фільм Кет Койро. У головних ролях: Дженніфер Лопес та Оуен Вілсон.

## Сюжет
Згідно з опублікованим синопсисом, фільм розповість про успішну співачку, яка напередодні шлюбу дізнається про те, що наречений їй зраджував, і в результаті вирішує вийти заміж за першого незнайомця.

## У ролях
| Актор            | Роль           |
| ---------------- | -------------- |
| Дженніфер Лопес  | Кет Вальдез    |
| Оуен Вілсон      | Чарлі Гілберт  |
| Малума           | Бастіан        |
| Джон Бредлі-Вест | Колін Келловей |
| Сара Сільверман  | Паркер Деббс   |
| Хлоя Коулман     | Лу Гілберт     |
| Уткарш Амбудкар  | тренер Менні   |
| Джиммі Феллон    | Джиммі Феллон  |
| Стівен Воллем    | Джонатан Піттс |
| Мішель Бюто      | Мелісса        |